# SMIC
Semiconductor Manufacturing International Corporation (SMIC) (chino: 中芯国际集成电路制造有限公司 (中芯国际)) es una de las principales empresas de fundición de semiconductores del mundo y también el fabricante más grande y más avanzado de semiconductores de China, tiene sitios de fabricación de obleas en toda China, oficinas en Estados Unidos, Italia, Japón, y Taiwán, y una oficina de representación en Hong Kong. Su sede se encuentra en Shanghái, China y está registrada en Islas Caimán.
Los clientes notables incluyen Broadcom, Huawei, Qualcomm y Texas Instruments.

## Historia
Fue fundada el 3 de abril de 2000 y tiene su sede en Shanghái. Se constituyó en las Islas Caimán como una sociedad de responsabilidad limitada. En 2013, SMIC estableció una empresa conjunta en Pekín para fabricar utilizando tecnologías de 40 nm e inferiores.
El 22 de diciembre de 2014, SilTech Shanghai, una de las subsidiarias de SMIC de propiedad indirecta al 100%; JCET; y China IC Fund celebraron un acuerdo de coinversión para formar un consorcio de inversión en relación con la adquisición propuesta de STATS ChipPAC, un proveedor de servicios avanzados de envasado y prueba de semiconductores y una empresa constituida en República de Singapur, cuyas acciones se cotizaron en el Singapore Exchange]. Securities Trading Limited antes de la adquisición. El 18 de junio de 2015, según el acuerdo de coinversión, SilTech Shanghai invirtió 102 millones de dólares como aportación de capital para la participación del 19,6% en Changjiang Xinke, una empresa constituida en provincia de Jiangsu, China, que se contabiliza como asociada del Grupo.
El 23 de junio de 2015, Huawei, Qualcomm Global Trading Pte. Ltd., IMEC International y SMIC anunciaron la formación de la SMIC Advanced Technology Research & Development (Shanghai) Corporation, una empresa conjunta de capital riesgo. El objetivo de la empresa conjunta era la investigación y desarrollo de la tecnología lógica CMOS de próxima generación y fue diseñada para construir la plataforma de investigación y desarrollo de circuitos integrados (CI) más avanzada de China. SMIC Advanced Technology R&D (Shanghái) Corporation es propiedad mayoritaria de SMIC, mientras que Huawei, IMEC y Qualcomm son accionistas minoritarios. La empresa conjunta se centra en el desarrollo de la tecnología lógica 14 nm.
El 24 de junio de 2016, SMIC. LFoundry Europe y Marsica celebraron un acuerdo de compraventa en virtud del cual LFoundry Europe y Marsica acordaron vender y SMIC acordó comprar el 70% del capital social de LFoundry S.r.l. por un importe total en efectivo de 49 millones de euros sujeto a ajustes. La adquisición se completó el 29 de julio de 2016.
El 14 de octubre de 2016, Ningbo Semiconductor International Corporation fue establecida conjuntamente por China IC Capital (el fondo de inversión de SMIC), Ningbo Senson Electronics Technology Co. y Beijing Integrated Circuit Design and Testing Fund con un capital registrado de 355 millones de RMB, equivalente a 52,8 millones de dólares estadounidenses. SMIC posee el 66,76% de la participación. NSI desarrollará plataformas de tecnología de proceso de semiconductores analógicos y especializados en las áreas de alta tensión analógica, radiofrecuencia y optoelectrónica. Estos desarrollos apoyarán a los clientes en el diseño de CI y el desarrollo de productos para aplicaciones en electrónica inteligente para el hogar, industrial y automotriz, nuevas generaciones de comunicaciones por radio, realidad aumentada, realidad virtual, realidad mixta y otros sistemas especializados.
Se espera que SMIC comience la producción en masa de 14 nm. FinFET en el primer semestre de 2019. Los analistas informan que la capacidad de SMIC 14 nm será relativamente pequeña en comparación con la de los líderes de la industria, todos los cuales manejan múltiples laboratorios de última generación. SMIC actualmente tiene dos fábricas que pueden procesar obleas de 300 mm usando 28 nm y procesos de fabricación más grandes. Las mismas fábricas se utilizarán también para proyectos de 14 nm, pero dadas sus capacidades y la muy alta tasa de utilización de SMIC (94.1% en el segundo trimestre de 2018), no espere que hagan cargas de 14 nm SoCs. Y por estas razones, junto con la preparación de 14nm para sus fábricas actuales, la compañía está construyendo una fábrica de 10.000 millones de dólares que se utilizará para 14 nm, y está destinada a servir mejor a los jugadores locales.
En 2018, SMIC tuvo ganancias de 747 millones de dólares, con 3.600 millones de dólares en ingresos. Aparentemente gasta alrededor de 550 millones de dólares en investigación y desarrollo, o alrededor del 16% de las ventas. El 18 de mayo de 2018, se iniciaron las obras de la base de fabricación de SMIC en Shaoxing. SMIC estaba construyendo una planta que sería la primera en China en utilizar tecnología de producción de 14 nanómetros. La compañía dijo que aumentaría su capacidad de inversión en un 20% en febrero de 2019.
Los actuales co-CEOs son Zhao Haijun y Mong Song Liang. Zixue Zhou es el presidente de la junta directiva. En mayo de 2019, se dijo que los co-jefes de SMIC, Zhao Haijun y Liang Mong-song estaban en desacuerdo sobre cómo enfocar la compañía.
El 24 de mayo de 2019, SMIC anunció que se retiraría voluntariamente de la NYSE, citando bajos volúmenes comerciales. Junto con los bajos volúmenes de comercio de EE.UU., la compañía mencionó el alto costo administrativo de mantener la lista de la NYSE. Se había unido a la bolsa 14 años antes. It had joined the exchange 14 years before. It will delist around June 13.
El 16 de agosto de 2019, SMIC anunció que comenzará la producción de 14 nm de volumen FinFET para finales de 2019. Y SMIC recibió un sistema escalonado EUV de ASML que fue adquirido por 120 millones de dólares en 2018. On November 14, 2019, SMIC announced its 14 nm FinFET had begun volume production.
En 2019, Qualcomm, Huawei e imec seguían siendo accionistas minoritarios en el brazo de I+D de SMIC.

## Controversias
La compañía fue objeto de una demanda presentada por TSMC, acusando a SMIC de apropiarse indebidamente de la propiedad intelectual de TSMC. La primera ronda de litigios terminó en 2005 con un acuerdo de $175 millones. En 2006 se abrió una segunda ronda. La fase de responsabilidad de la demanda comenzó el 9 de septiembre de 2009 en Oakland, California, y el jurado encontró a SMIC responsable en 61 de las 65 reclamaciones.
SMIC celebró un acuerdo de conciliación con TSMC para resolver todas las demandas pendientes entre las partes, incluyendo la acción legal presentada por TSMC en California por la cual el jurado emitió un veredicto contra SMIC el 4 de noviembre de 2009 y la acción legal presentada por SMIC en Pekín.  SMIC y TSMC han llegado a un acuerdo el 9 de noviembre de 2009 para resolver y desestimar el caso de California, incluyendo todos los reclamos y defensas de SMIC que aún no se han decidido en ese caso y la apelación de SMIC en el caso de Pekín, concluyendo así todos los litigios judiciales pendientes entre las partes.
Las disposiciones clave del acuerdo incluyen la liberación mutua de todos los reclamos que fueron o podrían haber sido presentados en las demandas pendientes; la terminación de la obligación de SMIC de hacer los pagos restantes bajo el acuerdo de liquidación previo entre las partes (aproximadamente US$40 millones); el pago a TSMC de un total de US$200 millones; y un subsidio a TSMC de aproximadamente el 8% del capital accionario emitido de SMIC y una garantía que permitiría a TSMC obtener la propiedad total de aproximadamente el 10% del capital accionario emitido de SMIC.

## Sitios
SMIC tiene oficinas de servicio al cliente y de marketing en EE.UU., Europa, Japón y Taiwán, y una oficina de representación en Hong Kong. Cuenta con instalaciones de fabricación en las siguientes ubicaciones: 
- Shanghái: Fabrica de oblea de 300 mm y de 200 mm
- Beijing: Dos fábricas de obleas de 300 mm y dos fábricas de 200 mm
- Tianjin: Fabrica de obleas de 200mm
- Shenzhen: Fabrica de obleas de 200mm y 300mm
- Avezzano, Italia: Fabrica de obleas de 200mm
- Jiāngyīn: Instalación de choque de 300 mm